# Estadio Dr. Nicolás Leoz
Das Estadio Dr. Nicolás Leoz, auch La Huerta (deutsch: Der Obstgarten) genannt, ist ein Stadion im Viertel Tuyucua im Nordosten der paraguayischen Hauptstadt Asunción. Der Fußballverein Libertad Asunción trägt hier seine Heimspiele aus.
Das Stadion wurde im Jahre 2005 eröffnet und hat eine Kapazität von 10.000 Plätzen, davon 5.000 Sitzplätze. Es wurde benannt nach Nicolás Leoz, dem ehemaligen Klubpräsidenten und späteren Präsidenten der CONMEBOL.
Im März 2011 fand hier mit dem 5:1-Sieg von Libertad gegen den peruanischen Verein CD Universidad San Martín de Porres vor etwa 2.300 Zuschauern erstmals ein Spiel der Copa Libertadores statt.